# Aldo Francia Boido
Aldo Francia Boido   (Valparaíso, 30 d'agost de 1923 - Viña del Mar, 15 d'octubre de 1996) va ser un metge i cineasta xilè, considerat un dels pioners del cinema modern de Xile.

## Biografia
Va estudiar medicina a la Universitat de Xile i es va especialitzar en pediatria, especialitat que va exercir tota la seva vida. Influït per El lladre de bicicletes (1948) de Vittorio De Sica, va realitzar nombrosos documentals. La culminació de la seva obra com a realitzador la representen les pel·lícules: Valparaíso, mi amor (1969), inspirada en l'obra d'Alain Resnais de 1959 Hiroshima mon amour, i Ya no basta con rezar (1972), on aborda les relacions entre la fe cristiana i la convicció en la revolució social. Aquesta seria l'última obra de Francia que, després del cop d'estat de l'11 de setembre de 1973, no va tornar a filmar mai més.
També va ser membre fundador del Festival Internacional de Cinema de Viña del Mar, el més antic del país, i el 1967 va organitzar la primera escola de cinema xilena.